# Friedrich von Kekulé
Johann-Friedrich Reinhard Benedetto August Wilhelm Helmtag Kekulé von Stradonitz (* 16. Dezember 1930 in Weimar; † 15. März 2009 in Berlin) war ein deutscher Politiker (CDU).

## Familie
Friedrich von Kekulé stammte aus dem Geschlecht der Kekulé von Stradonitz ab, die seit 27. März 1895 die Anerkennung des alten böhmischen Adels auch in Preußen als Kekulé von Stradonitz genossen. Bekannte Familienmitglieder waren sein Großvater der Archäologe Reinhard Kekulé von Stradonitz (1839–1911), dessen Vetter, der Chemiker Friedrich August Kekulé von Stradonitz (1829–1896) und dessen Sohn wiederum, der Jurist und Heraldiker Stephan Kekulé von Stradonitz (1863–1930).
Friedrich Kekulé von Stradonitz wurde 1930 als Sohn des Rechtsanwalts und Notars Hugo-Wilhelm Kekulé von Stradonitz und der Elisabeth, geb. Freiin von Hanstein, geboren. Er hatte einen drei Jahre älteren Bruder Johann-Jesko, 1945 im Krieg geblieben. Der Vater war Mitglied der Deutschen Adelsgenossenschaft und des Johanniterordens.

## Leben

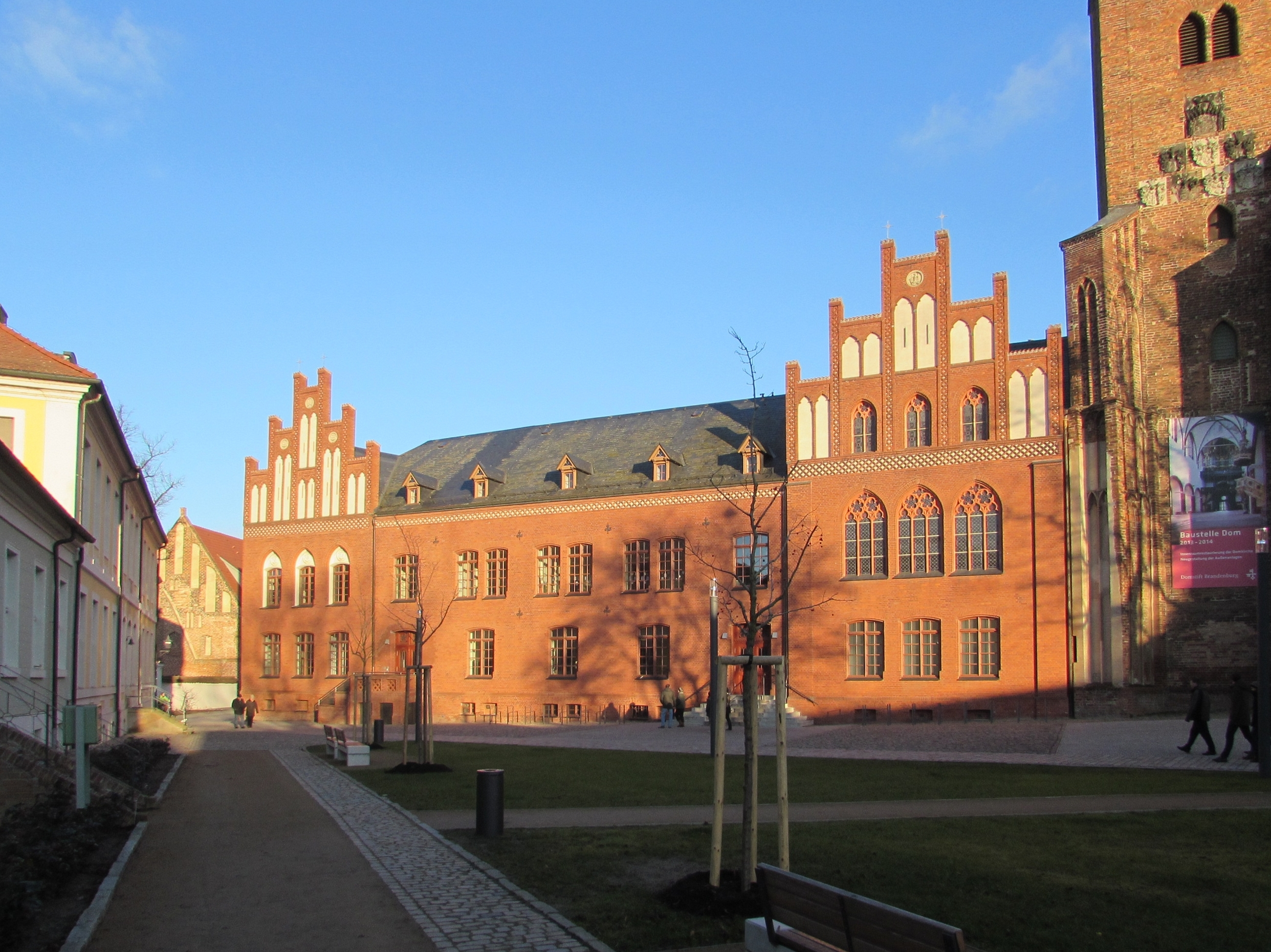
Gebäude (Internat und Schule) der Ritterakademie auf dem Domhof

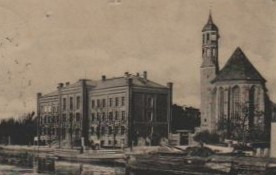
Alte Saldria-Schule am Salzhof (bis 1944) und Johannis-Kirche

Friedrich von Kekulé war so genannter Zögling. Nr. 2321, von August 1942 bis Juli 1944, der einst via Antrag 1704 von den damaligen Domherren gegründeten Ritterakademie in Brandenburg an der Havel. Nach der Auflösung der Schule der Ritterakademie 1937, aber mit Weiterbestehen des dazugehörigen Alumnates, besuchte er und die anderen Zöglinge die alte Schule Saldria im selben Ort. Die Mitschüler stammten aus Pastorenfamilien, aus dem Grundbesitz, größtenteils aus adeligen Familien, vor allem aus Offiziersfamilien. Zwei Generalsöhne waren dabei, so u. a. Hans-Jürgen Freiherr von Lüttwitz, Vater General der Panzertruppe Heinrich Freiherr von Lüttwitz; und Gebhard von Doering als Sohn des Generalmajors Bernd von Doering. Namhaft waren des Weiteren sein Schulkamerad Götz von Richthofen als Sohn des GFM Ulf (Wolfram) von Richthofen, oder der nachmalige Forstsachverständiger Bernd von Rochow (1925–2004), ein Sohn des Kurators der Ritterakademie, Domherr Hans von Rochow-Stülpe. Bekanntester Mitschüler war der spätere General Busso von Alvensleben-Arensdorf. Auch Franz zu Putbus (1927–2004), Sohn des Malte zu Putbus, war zu jener Zeit auf dem Internat der Ritterakademie, gleichfalls mit Hans-Jürgen von Kries (1924–2014) der Sohn des Journalisten Wilhelm von Kries.
Friedrich von Kekulé lebte Jahrzehnte in West-Berlin und engagierte sich unter anderem für die Belange der Kaiser-Wilhelm-Gedächtniskirche als mahnendes Gebäude gegen den Krieg. Er war langjähriger Vorstandsvorsitzender der Berliner Theatergemeinde e.V. und Mitglied der Europäische Akademie Berlin e.V. Seine Frau Sonja Wolf stammt ebenso aus Berlin, die beide heirateten 1951.
Als Mitglied im Abgeordnetenhaus von Berlin war Friedrich von Kekulé für die CDU von April 1969 bis 1981 in der 5. Wahlperiode, 6. Wahlperiode, 7. Wahlperiode und der 8. Wahlperiode vertreten.
Ab 1993 engagierte er sich in Brandenburg an der Havel und war Mitglied der Stadtverordnetenversammlung, von 2003 bis 2005 deren Vorsitzender, sowie langjähriger Aufsichtsratsvorsitzender der Brandenburger Theater GmbH. Auf seine Initiative hin wurde 2006 eine Bürgerstiftung sowie die Zukunftswerkstatt gegründet.
Kekulé legte 2005 den Vorsitz der Stadtverordnetenversammlung nieder, als die Staatsanwaltschaft Neuruppin gegen ihn ermittelte, weil er eine Provision von einem privaten Wachschutzunternehmen erhalten hatte. Kekulé war Aufsichtsratschef des Theaters, das kurz vor der Provisionszahlung einen Auftrag an die Wachschutzfirma vergeben hatte. Aus gesundheitlichen Gründen trat er 2007 von allen Ämtern zurück.

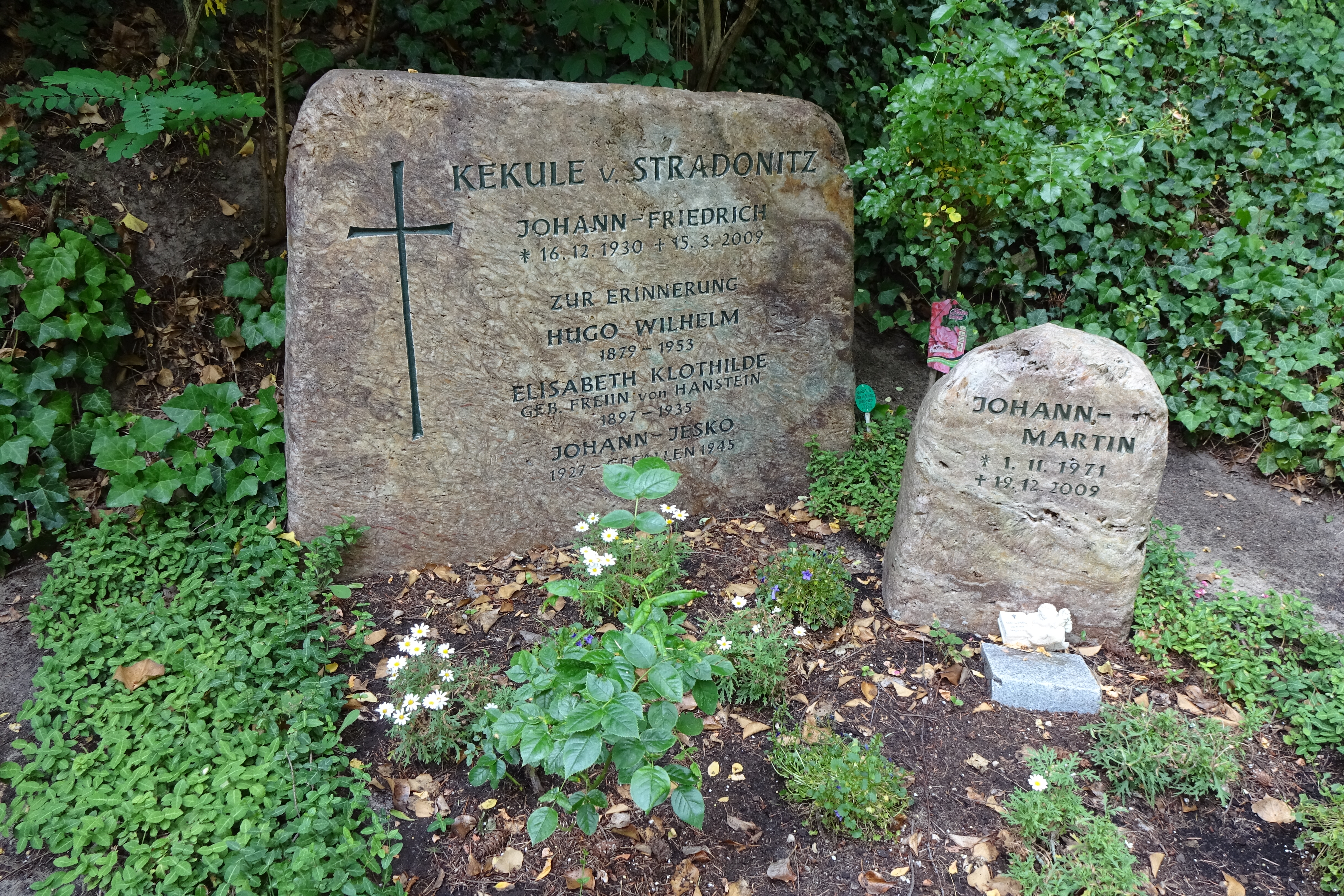
Grab von Friedrich von Kekulé auf dem Friedhof Heerstraße in Berlin-Westend

Friedrich von Kekulé erlag am 15. März 2009 im Alter von 79 Jahren in Berlin seiner schweren Krankheit. Die Trauerfeier fand am 2. April 2009 in der Kaiser-Wilhelm-Gedächtniskirche statt. Die Beisetzung erfolgte auf dem landeseigenen Friedhof Heerstraße in Berlin-Westend (Grablage: I-Erb.-3a/3b).

## Auszeichnungen und Ehrungen
- Bundesverdienstkreuz am Bande des Verdienstordens der Bundesrepublik Deutschland
- Europa-Union-Medaille für Verdienste um die europäische Bewegung
- Ehrenvorsitzender des CDU-Kreisverbandes Brandenburg an der Havel (2008)[11]
- Ehrenmedaille der Stadt Brandenburg an der Havel (2009)[12]